# Camille Muffatová
Camille Muffatová, nepřechýleně Camille Muffat (28. října 1989, Nice – 9. března 2015) byla francouzská plavkyně. Na olympijských hrách 2012 v Londýně získala zlatou medaili v závodě na 400 metrů volným způsobem. Na poloviční trati získala stříbro a bronz přidala ve štafetě na 4 × 200 m volným způsobem.
Zemřela 9. března 2015 při srážce helikoptér během natáčení reality show poblíž argentinského města Villa Castelli.